# ادموند بلاندن
ادموند بلاندن (انگلیسی: Edmund Blunden; ۱ نوامبر ۱۸۹۶ – ۲۰ ژانویهٔ ۱۹۷۴) شاعر، مؤلف اهل بریتانیا بود.
وی همچنین برندهٔ جوایزی همچون جایزه هاثورندن و صلیب نظامی شده‌است.